# Dois Irmãos das Missões
Dois Irmãos das Missões is een gemeente in de Braziliaanse deelstaat Rio Grande do Sul. De gemeente telt 2.444 inwoners (schatting 2009).